# Enzo Polidoro

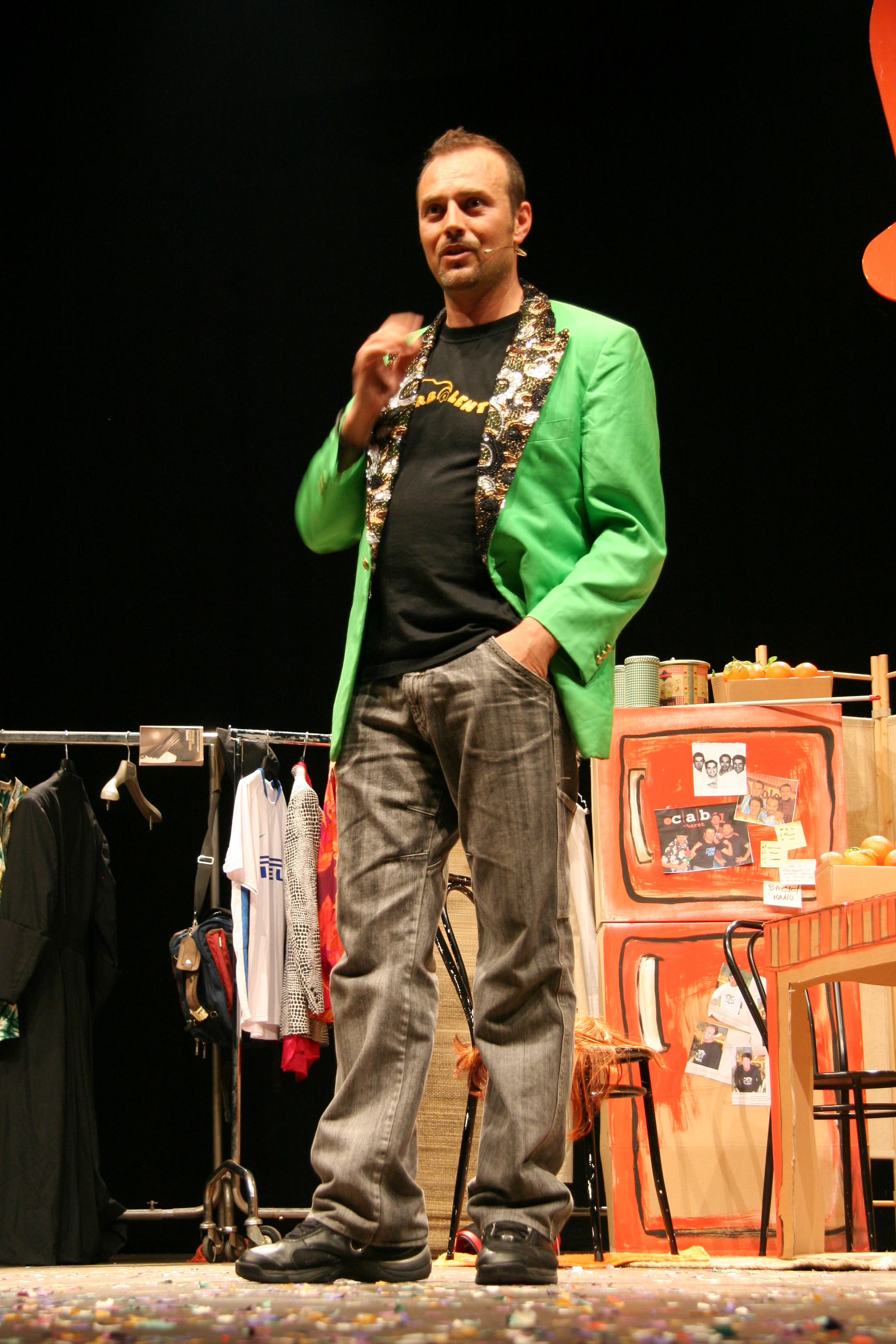
Enzo Polidoro nel 2010

Enzo Polidoro (Milano, 31 luglio 1967) è un attore e comico italiano.

## Biografia
Faceva parte del quartetto comico-cabarettistico italiano, I Turbolenti.

## Programmi televisivi
- Lista d'attesa (Telenova, 2000-2001)
- Presi Diretti (Happy Channel, 2001)
- Colorado Cafè (Italia 1, 2003-2010)
- Il gioco dei 9 (Italia 1, 2004)
- Paperissima Sprint (Canale 5, 2005)
- Guida al campionato (Italia 1, 2005-2009)

## Filmografia

### Televisione
- Fratelli Benvenuti – serie TV (2010)

### Cinema
- Eccezzziunale... veramente - Capitolo secondo... me, regia di Carlo Vanzina (2006)
- I mostri oggi, regia di Enrico Oldoini (2009)
- Milano trema ancora: la giustizia ha le ore contate, regia di Franz Rotundo (2015)

## Teatro
- Il flauto magico, 2006 di W. A. Mozart, dialoghi di A. Baricco, regia di Oskaras Korsunovas
- Comedian Blues, storia di comici, di whisky, e di rapine, di Lazzaro Calcagno, e Matteo Monforte, regia Lazzaro Calcagno
- Tutto crudo, 1998-2000, di e con I turbolenti
- Mettiamo le mani avanti, 2000-02, di e con I turbolenti
- Chiacchiere e distintivo, 2003, con i Cavalli marci, di Claudio Rufus Nocera
- La canzone più brutta del mondo, 2004, con i Cavalli marci, di Claudio Rufus Nocera
- Gli artificieri, 2003-2004, di Fubelli, Impastato, Polidoro, Vogogna
- Uno è di troppo, 2005/2006 di Fubelli, Impastato, Polidoro, Vogogna, regia di Alessandra Torre
- Siamo poveri di mezzi, 2008 di Fubelli, Impastato, Polidoro, Vogogna
- ShoQQuadro caos in mostra, 2008 di e con Enzo Polidoro, Andrea Viganò